# Zespół Szkół Ekonomicznych w Raciborzu
Zespół Szkół Ekonomicznych Raciborzu (ZSE w Raciborzu) Technikum nr. 1 im. Księżnej Eufemii Raciborskiej – publiczna szkoła średnia, mieszcząca się przy ulicy Gimnazjalnej, istniejąca od 1945 roku.

## Historia
Szkołę powołano do życia w roku szkolnym 1945/1946 pod nazwą „Państwowe Koedukacyjne Gimnazjum Handlowe”.
W miarę upływu czasu zamieniały się nazwy szkoły. W 1952 roku zmieniono nazwę na Technikum Finansowe, od 1974 roku placówka funkcjonowała pod nazwą Zespołu Szkół Ekonomicznych.
Od 2015 roku po reformie systemu oświaty ponadgimnazjalnej w Raciborzu, Zespół Szkół Ekonomicznych wraz z Zespołem Szkół Budowlanych i Zespołem Szkół Zawodowych wszedł w skład Centrum Kształcenia Zawodowego i Ustawicznego Nr 1 (CKZiU nr 1 w Raciborzu).
Wraz z rozpoczęciem roku szkolnego 2018/2019 ZSE w Raciborzu stał się ponownie samodzielną placówką, po tym gdy został wyłączony ze struktur CKZiU nr 1 w Raciborzu.

## Kierunki kształcenia
W szkole nauka odbywa się na następujących kierunkach kształcenia:
- Technik ekonomista
- Technik rachunkowości
- Technik handlowiec
- Technik reklamy
- Technik spedytor
- Technik logistyk

## Dyrektorzy szkoły
- Edward Layer (1945-1952)
- Antoni Polednik
- Maria Mrzygłód
- Zygmunt Noworyta
- Henryka Baranowska
- Marian Zyman
- Franciszek Jaskot[1]
- Zenon Sochacki (2002-2015 oraz jako wicedyrektor CKZiU nr 1 w latach 2015–2018)[5]
- Paweł Ptak[6]
- Jacek Pierzchała (od 2023 r.)

## Znani absolwenci
Magdalena Walach – polska aktorka filmowa i teatralna